# Société française de gériatrie et gérontologie
La société française de gériatrie et gérontologie (SFGG), association à but non lucratif créée 1961, est une société savante à vocation scientifique spécialisée dans l'étude des problèmes touchant les personnes âgées et le vieillissement. La SFGG est structurée en trois collèges : le Collège médical, le Collège des sciences humaines et biologiques, et le Collège des soignants,,,,,,.